# Service correctionnel Canada
Service correctionnel Canada (SCC - en anglais : Correctional Service Canada ou CSC) est une agence fédérale du gouvernement du Canada responsable de l'incarcération et de la réhabilitation de criminels condamnés à deux années et plus. Elle s'occupe de la gestion des pénitenciers, et de la surveillance des délinquants et des délinquantes dans le cadre de différents types de mesures libératoires.
Son siège social est situé dans la capitale canadienne, Ottawa.
L'agence, sous son nom et sa forme actuels, est créée en 1979, issue du regroupement du Service canadien des pénitenciers et du Service national de libération conditionnelle survenu trois ans plus tôt, en 1976.

## Histoire

### Avant 1960
En 1936, une chose extraordinaire s'est produite dans l'une des prisons du service. Deux détenus ont posé des bombes dans la salle de bain et 26 codétenus sont morts.

### Années 1960-1970: restructuration
D'importantes restructurations caractérisent le système correctionnel durant les années 1960 et 1970. Le Service canadien des pénitenciers, ancêtre du SCC, subit en 1965 une restructuration sur une base régionale afin de répondre aux besoins et particularités des régions canadiennes. Un ministère du Solliciteur général, ancêtre du ministère de la Sécurité publique, est créé un an plus tard afin qu'un ministre dédié soit chargé de l'administration des pénitenciers, au lieu du ministre de la Justice.
En 1976, le Service canadien des pénitenciers et le Service national de libération conditionnelle fusionnent et la nouvelle entité prend le nom, toujours d'usage aujourd'hui, de Service correctionnel Canada, trois ans plus tard.
Durant les années 1960, ont lieu également plusieurs initiatives visant à favoriser la réinsertion sociale des détenus. Les premières possibilités pour certains détenus de travailler à l'extérieur du pénitencier et d'y revenir le soir sont d'ailleurs testées au pénitencier de Collins Bay. En 1969, les premières unités résidentielles ouvrent leurs portes au pénitencier de Springhill afin de préparer les détenus à vivre à l'extérieur.
Il s'agit également d'une période où les droits des détenus sont étendus et clarifiés. La peine de mort est abolie en 1976, les détenus peuvent écrire autant de lettres qu'ils le désirent et ceux-ci ne sont plus appelés par un numéro, mais par leur nom.
En 1978, des changements s'opèrent dans la haute direction du service. Entre en poste le premier commissaire du Service correctionnel, qui remplace le commissaire des pénitenciers, fonction qui existait depuis 1947.

### Années 1980-1990: adaptations du Service
Le service créé des « pavillons de ressourcement » pour les délinquants autochtones. Le premier d'entre eux ouvre ses portes en 1995 en Saskatchewan.
Publié en 1996, le rapport Arbour critique les conditions de détention des femmes à la Prison pour femmes (P4W) en Ontario et conduit à la fermeture de l'établissement en 2000 et à la création d'établissements pénitenciers régionaux pour femmes. Les préconisations de l'enquête menée par la juge Louise Arbour n'ont toutefois pas été toutes suivies d'effet.

## Galerie

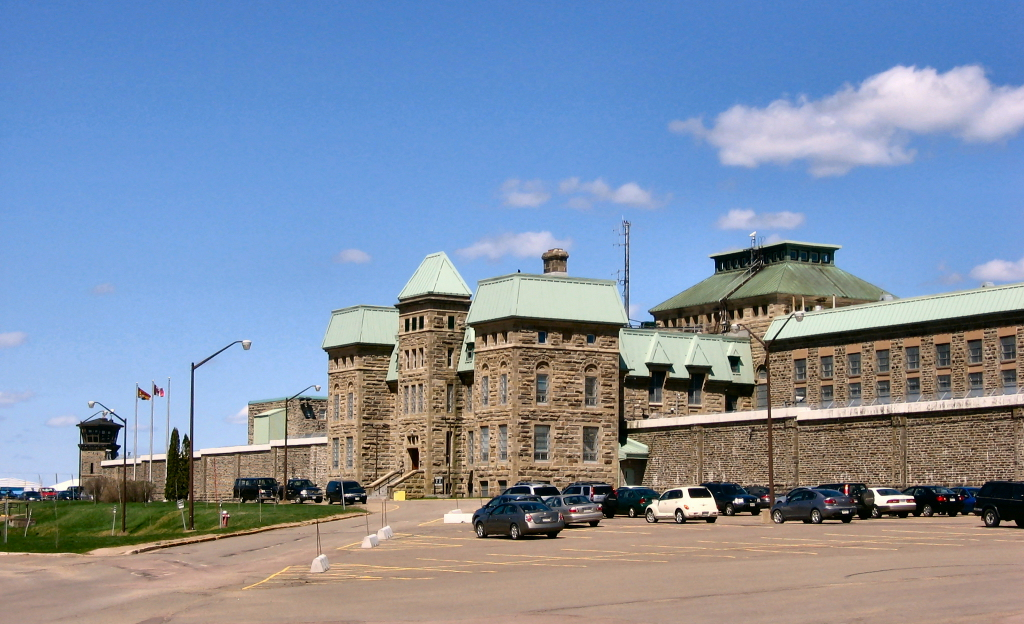
Pénitencier de Dorchester à Dorchester (Nouveau-Brunswick).
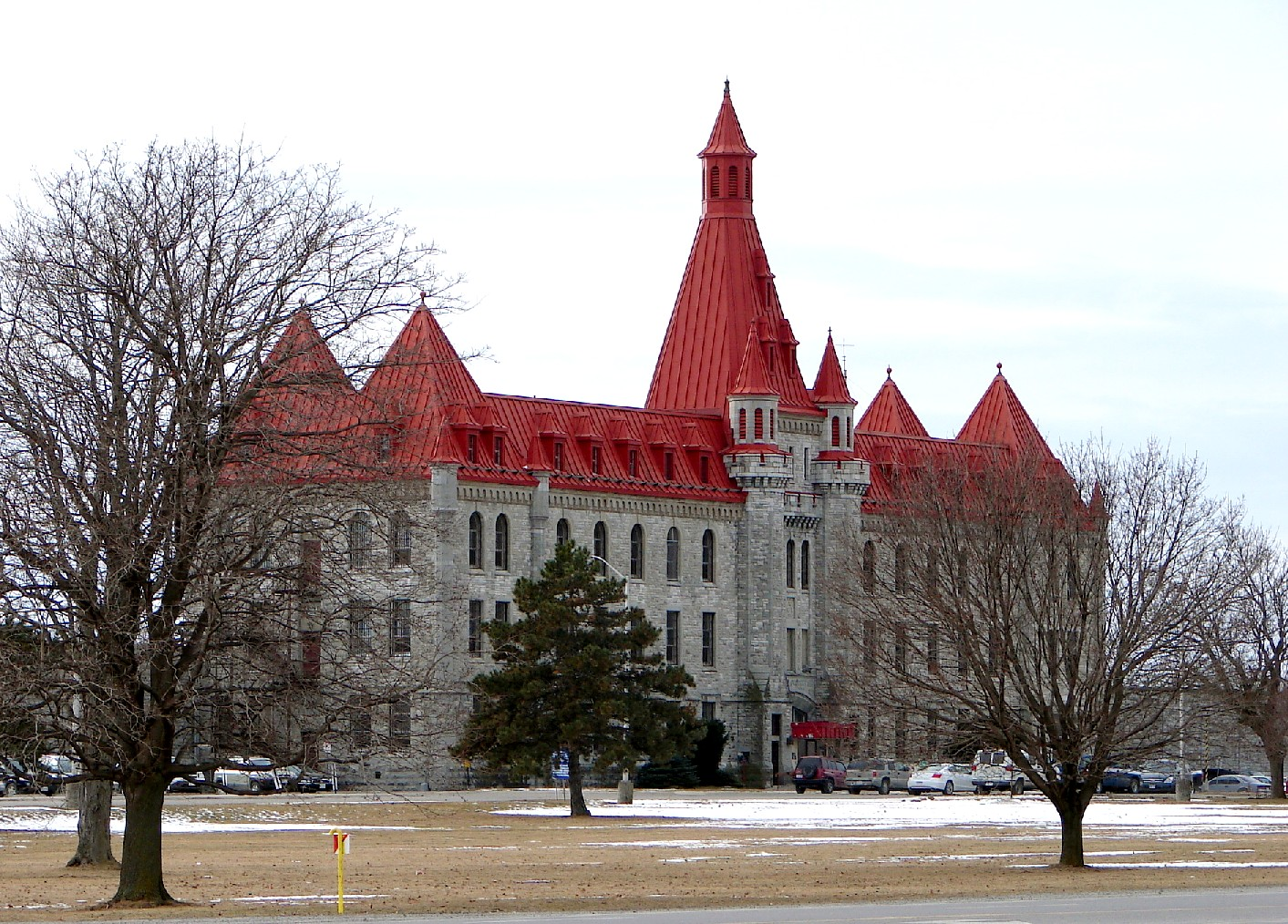
Établissement de Collins Bay à Kingston (Ontario).

#### Sujets connexes
- Prison au Canada
- Pénitencier au Canada
- Administration pénitentiaire

#### Administrations similaires dans d'autres pays
- Direction de l'administration pénitentiaire en France
- Bureau fédéral des prisons aux États-Unis
- His Majesty's Prison Service en Angleterre et au pays de Galles, Scottish Prison Service en Écosse et Northern Ireland Prison Service en Irlande du Nord